# Cercopithecus neglectus
Il cercopiteco di Brazzà (Cercopithecus neglectus Schlegel, 1876) è una scimmia del Vecchio Mondo endemica delle foreste fluviali e paludose dell'Africa centrale. È la specie più grande della famiglia dei cercopitechi ed è uno dei primati arboricoli africani più diffusi. Oltre alle sue dimensioni, questa specie si distingue facilmente dagli altri cercopitechi per il diadema arancione sulla fronte e la folta barba bianca. A causa della sua natura criptica, il cercopiteco di Brazzà non è ben documentato in tutti i suoi habitat. Tuttavia, gli esemplari studiati hanno mostrato comportamenti unici per la specie, come la monogamia e atteggiamenti aggressivi nei confronti di altri cercopitechi.
Conosciuti localmente come "scimmie delle paludi", questi primati devono il loro nome comune al naturalista ed esploratore italo-francese Pietro Savorgnan di Brazzà. Il nome scientifico neglectus, che può essere tradotto come "trascurato" o "a cui non è stata prestata attenzione", fa riferimento al loro comportamento elusivo e alla loro capacità di nascondersi nel loro habitat sia dagli esseri umani che dai predatori.

## Descrizione

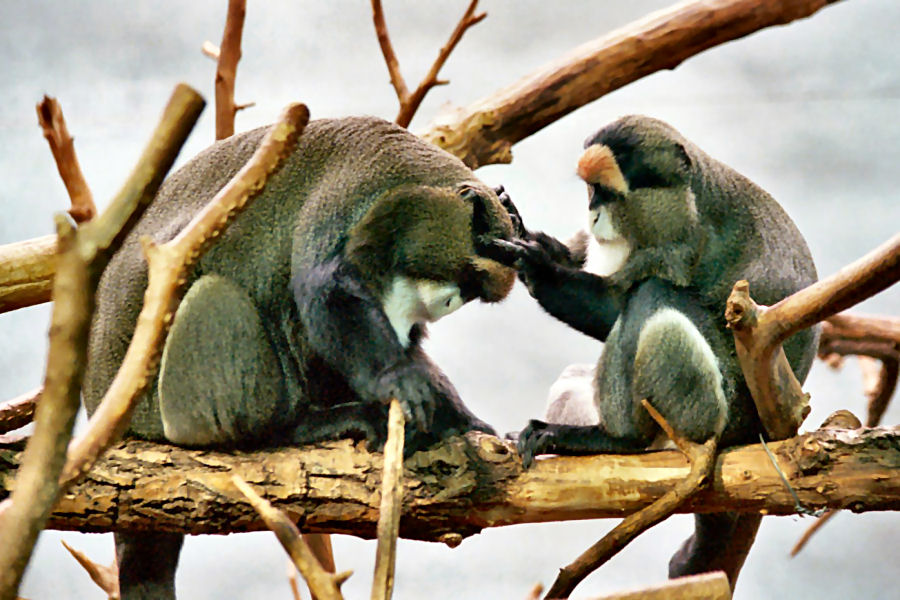
Una femmina mentre toeletta un maschio, al Lincoln Park Zoo, Chicago

Il cercopiteco di Brazzà è la specie di cercopiteco con il più alto grado di dimorfismo sessuale in termini di dimensioni. I maschi pesano circa 7 chilogrammi, mentre le femmine si aggirano intorno ai 4 chilogrammi. La lunghezza del corpo varia dai 40 ai 47 centimetri per le femmine e dai 45 ai 60 centimetri per i maschi, con una coda che supera la lunghezza del resto del corpo.
Gli adulti presentano una pelliccia agouti grigia, con un dorso bruno-rossastro, arti e coda neri e una groppa bianca. Entrambi i sessi possiedono tasche guanciali, che utilizzano per trasportare il cibo mentre si spostano nella foresta. Nei maschi, lo scroto è distintamente blu, mentre le femmine hanno una regione perianale rossa e capezzoli visibili. I giovani non presentano le colorazioni più scure delle estremità tipiche degli adulti, ma conservano le strisce bianche e la groppa rossastra; i neonati, invece, hanno una colorazione uniforme agouti marrone. Le caratteristiche più distintive di questa specie si trovano sul volto: una folta barba bianca, un diadema arancione a forma di mezzaluna sulla fronte e strisce bianche sulle cosce, elementi che distinguono il cercopiteco di Brazzà dagli altri cercopitechi. A causa di questo aspetto unico, la scimmia viene talvolta soprannominata "scimmia dell'Ayatollah", in riferimento al grande ayatollah Ruhollah Khomeini, noto per la sua barba simile.

## Distribuzione e habitat
Secondo i rapporti, i cercopitechi di Brazzà abitano paludi, foreste di bambù e foreste montane secche in Angola, Camerun, Repubblica Centrafricana, Congo, Repubblica Democratica del Congo, Guinea Equatoriale, Etiopia, Gabon, Kenya, Sud Sudan, Nigeria e Uganda, e forse anche in Tanzania. Le truppe di questa specie si trovano quasi esclusivamente vicino all'acqua, spingendosi raramente a più di un chilometro di distanza da un fiume o un affluente. Di conseguenza, i cercopitechi di Brazzà possono essere osservati talvolta mentre nuotano. Questa specie preferisce le fitte foreste con una vegetazione densa, avventurandosi solo occasionalmente in foreste più aperte per nutrirsi. Sebbene siano prevalentemente arboree, scendono al suolo per alimentarsi di piante erbacee. A causa della loro natura elusiva, non esiste una stima accurata della popolazione di questa specie in tutto il suo areale.

## Biologia

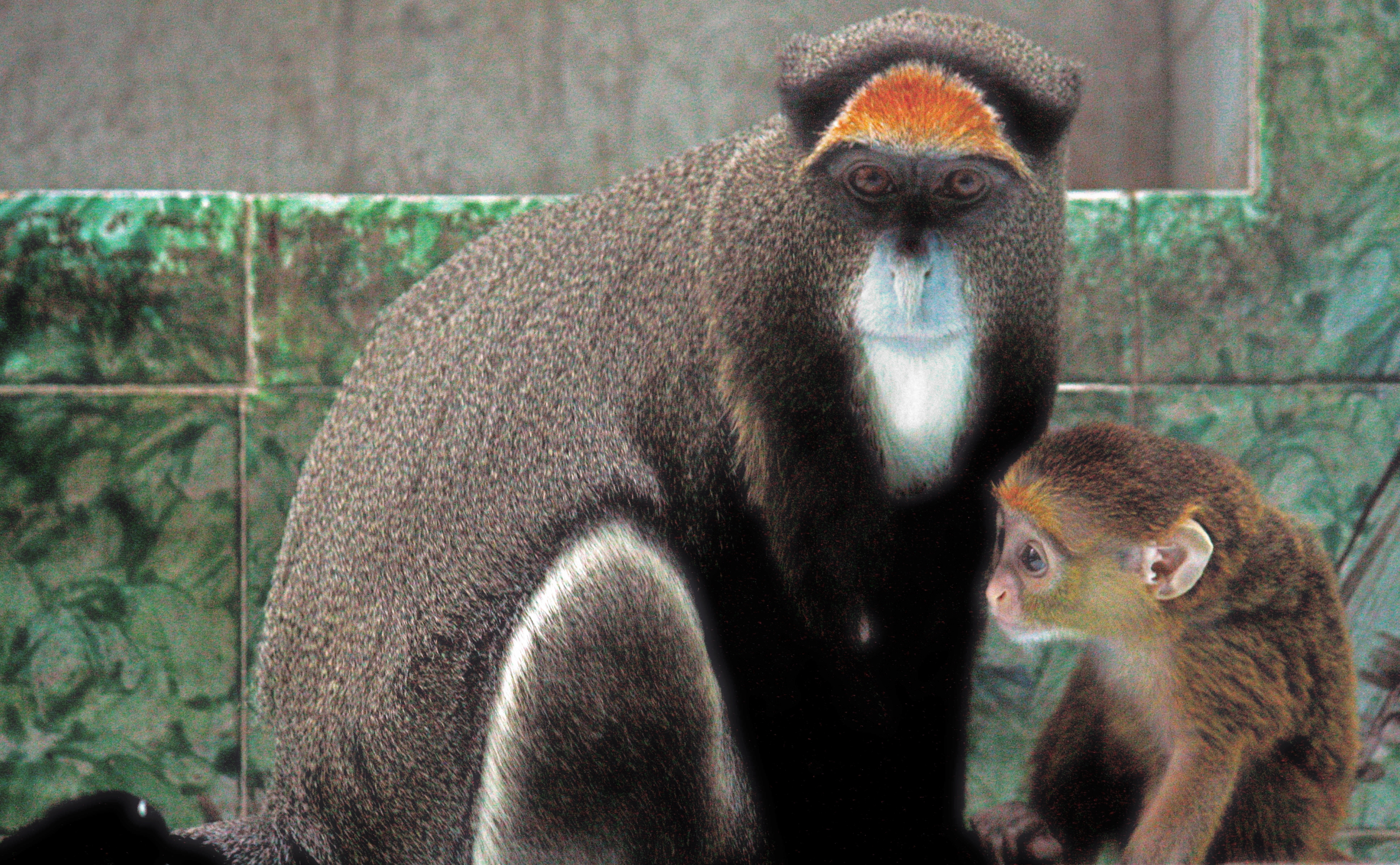
Madre con piccolo, allo zoo di Shanghai

Si stima che l'aspettativa di vita del cercopiteco di Brazzà sia simile a quella degli altri membri del genere Cercopithecus, con una durata media di circa 22 anni in natura e fino a 30 anni in cattività. La natura criptica di questa specie la rende difficile da osservare in natura. Le truppe sono relativamente piccole per un cercopiteco, con dimensioni che variano in media da 2 a 10 individui. In alcune regioni dell'Africa occidentale, come il Gabon e il Camerun, i cercopitechi di Brazzà sono stati osservati in piccoli gruppi costituiti da coppie di maschi, femmine, neonati e giovani. Nell'Africa orientale, invece, questi primati tendono a vivere in gruppi composti da un singolo maschio e più femmine. I maschi solitari non formano gruppi di scapoli ma possono occasionalmente detronizzare un maschio dominante per ottenere accesso alle femmine.
I maschi comunicano principalmente attraverso suoni rimbombanti. Durante le prime ore del mattino, emettono forti grida per stabilire il territorio o per riunire un gruppo disperso. Quando attaccati da un predatore, i maschi emettono segnali d'allarme specifici. In caso di attacco da parte di un'aquila coronata, ad esempio, producono un breve latrato prima di affrontare l'aquila per cercare di spaventarla. Le femmine, invece, emettono segnali di allarme e ringhiano contro gli esseri umani quando percepiscono una minaccia. Altrimenti, le loro vocalizzazioni si limitano a gracidi sommessi durante l'alimentazione o il riposo. Neonati e giovani emettono strilli acuti quando si separano dalle madri o dal gruppo. Dato il loro comportamento schivo, i richiami sono spesso l'unico modo per rilevare la presenza di questi primati. A differenza di altri cercopitechi, che formano frequentemente associazioni polispecifiche per ridurre la predazione e aumentare l'efficienza nella ricerca del cibo, i cercopitechi di Brazzà sono noti per essere piuttosto aggressivi verso altre specie. Tollerano solo alcune specie di colobini che non competono con loro per le stesse risorse.

### Dieta

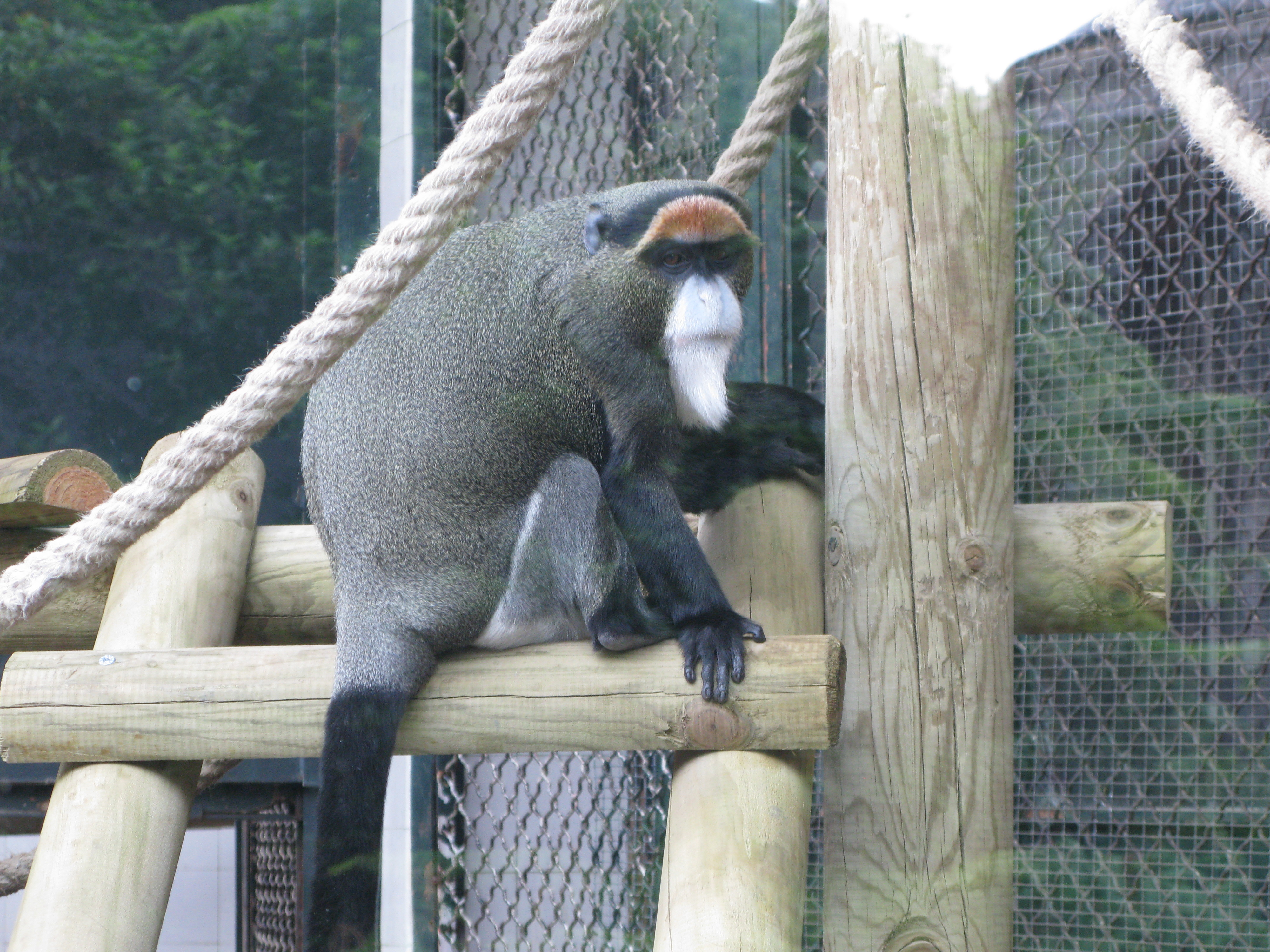
Esemplare al Ménagerie du Jardin des plantes, Parigi

La dieta dei cercopitechi di Brazzà è costituita principalmente da piante erbacee raccolte sul suolo della foresta e da frutta, quando disponibile. Questi alimenti vengono integrati con insetti, semi e altre fonti di cibo, specialmente durante i periodi in cui le risorse primarie sono scarse.

### Riproduzione
Le femmine di cercopiteco di Brazzà raggiungono la maturità sessuale intorno ai 5 anni di età, mentre i maschi maturano più tardi, intorno ai 6 anni. La maggior parte dei giovani maschi lascia il gruppo natale prima di raggiungere la maturità. La stagione riproduttiva principale si svolge tra febbraio e marzo, ma le femmine possono entrare in estro anche in periodi di elevata disponibilità di cibo. La gestazione dura dai 5 ai 6 mesi e il cucciolo rimane vicino alla madre per il primo anno di vita, dopo il quale viene svezzato. Le femmine di solito danno alla luce un solo cucciolo alla volta, anche se in rare occasioni sono stati documentati parti gemellari. L'intervallo tra le nascite è generalmente di circa un anno.

### Predatori
I predatori del cercopiteco di Brazzà includono l'aquila coronata, i leopardi, gli esseri umani e gli scimpanzé comuni. Sebbene rari, anche cani randagi e pitoni possono predare i giovani. La risposta tipica di questa specie di fronte a un predatore è nascondersi rannicchiandosi strettamente contro il tronco di un albero, con la corona arancione e le strisce bianche sulle cosce accuratamente nascoste, rimanendo in silenzio fino a quando il predatore si allontana. Gli individui si muovono solo se il predatore si avvicina troppo alla loro posizione; anche in quel caso, si spostano con movimenti silenziosi e lenti per evitare di attirare attenzione.

## Conservazione
Il cercopiteco di Brazzà è classificato come Rischio minimo nella Lista Rossa IUCN. Tuttavia, questa specie affronta diverse minacce, tra cui la deforestazione causata dal disboscamento, l'espansione agricola e la caccia per il mercato della bushmeat. Esistono numerose popolazioni in cattività, ospitate negli zoo di tutta Europa e Nord America. La gestione della popolazione in cattività è regolata da piani di sopravvivenza della specie sviluppati dall'Associazione degli zoo e degli acquari (AZA) e dall'Associazione europea degli zoo e degli acquari (EAZA). Questo è un caso unico, poiché la specie non è classificata come Vulnerabile o In Pericolo, ma è stata sponsorizzata dall'AZA per prevenire in modo proattivo la necessità di interventi di conservazione reattivi in futuro. Sono necessari ulteriori dati per valutare pienamente le esigenze di conservazione di questa specie e per garantire la sua protezione a lungo termine.